# 喜界島
喜界島（きかいじま）は、鹿児島県の離島で、鹿児島市と沖縄本島の間に連なる奄美群島内で最も北東部に位置する。鹿児島県大島郡喜界町に属し、人口は7千人弱。

## 地理
喜界島は奄美群島内で最も鹿児島市に近いが、同市から約380km離れておりプロペラ旅客機で1時間、フェリーで11時間かかる。行政や経済等については喜界町を参照。
奄美大島に近い東の沖約20kmの、東経130度線（島の中央よりも東寄りでε形の複雑な入江に面した早町集落と北側の小野津集落(海岸近くに位置を示すモニュメントあり)を通っており、真北に長崎市がある)上に位置している。東側の沖にはフィリピン海プレートが沈み込む位置に深い琉球海溝があるが、喜界島は珊瑚礁に囲まれており、景観の良さから百之台、阿伝集落、トンビ崎海岸、荒木海岸などが奄美群島国立公園に指定されている。
隆起性サンゴ礁の島で、全島ほとんどがサンゴを起源とする石灰岩で出来ている。フィリピン海プレートの潜り込みによって約12万年前に海底から島として現れたと見られ、現在もプレートの影響を受けて年間約2mmという高速で隆起を続けている。海岸段丘など、低い丘陵地が多い。

## 自然

喜界島の空中写真。画像上方は北西方向。2008年12月3日撮影の41枚を合成作成。
。

オオゴマダラ、アサギマダラなどの蝶が舞い飛び、近年はスクーバダイビングやホエールウォッチングなどのマリンレジャーのスポットとしても注目されつつある。
サトウキビ畑などの開発が進んでいるため、手付かずの山林が少なく、原生林が残る奄美大島などと比べると固有の動植物が少ないが、カタツムリや昆虫などに固有種が見つかっている。
ハブは生息していない。
動物
- トカラウマ - 中世以来、九州から奄美諸島へ日本在来馬がもたらされた喜界島内の喜界馬は1990年に絶滅し、剥製が残されている他、子孫である中之島産のトカラウマ1頭が戻されて飼育、展示されている[3] 。
- 鯨類 - 主にミナミハンドウイルカが島の沿岸に生息しており、冬から春にかけてはザトウクジラも回遊し、陸上からホエールウォッチングができる[2][4][5]。
- リュウキュウメジロ
- アサギマダラ
- オオゴマダラ - 生息北限。町の保護条例がある。
- アカアシコハナコメツキ喜界島亜種（Paracardiophorus sequens kikai） - 喜界島固有の亜種。
- アマミノブオケシカミキリ喜界島亜種 - 喜界島固有の亜種。
- イシガキシロテンハナムグリ喜界島亜種 - 喜界島固有の亜種。
- ハマベヒメサビキコリ喜界島亜種 - 喜界島固有の亜種。
- キカイキビ（Parakaliella kikaigashimae） - ベッコウマイマイ科のカタツムリ。喜界島固有種。
- キカイキセルモドキ（Luchuena reticulata） - キセルモドキ科のカタツムリ。沖縄本島以北、喜界島が北限。

植物
- ヒメタツナミソウ（Scutellaria kikai-insularis） - シソ科。喜界島固有種。
- ケラジミカン（Citrus keraji) - ミカン科。喜界島固有種。
- シークー 喜界島自生柑橘。
- ガジュマル
- ソテツ
- アカテツ
- ハスノハギリ
- ヒロハネム
- テンニンギク(特攻花) - 帰化植物

## 歴史
喜界島南部の先山遺跡から、約6000年前の縄文時代前期にあたる条痕文土器などが出土しており、その頃から島に人が定住していたとされる。
古代(平安時代)には大宰府と密接に繋がっていたことが、文献上記録されている。『日本紀略』長徳4年（998年）の記述として、大宰府が貴駕島（喜界島）に対して、暴れ回っている南蛮人を捕えるように命じている（南蛮賊）。ここで記述されている「南蛮人」とは、西に位置する奄美大島の島民を指しているものと『小右記』長徳3年（997年）の記述から判断されている。また、長徳5年（999年）に大宰府が朝廷に対して、南蛮人を追討したと報告しているが奄美群島の中心部から離れた喜界島に拠点が設けられたのは、島に有毒のハブが棲息していないことが理由の一つではないかと見られている。
9世紀から15世紀にわたる城久遺跡群からも、白磁器や徳之島カムィ焼土器など、島外の遺物が多く、南西諸島の中でも独自性が強いとされる。最近の調査では12世紀の製鉄炉跡も多数発見された。
江戸時代に薩摩藩重臣にあて『薩摩経緯記』を著した佐藤信淵は、喜界島・屋久島・種子島の島民気質について「豊かになろうと心がける気持ちが弱く、産業に励む者は希」としつつも、島の経営方針について「島民は愚昧であるが誠実をもって教化し、よく島民に勉強を勧めて物産を多く産出させるべき」と説いている。
1853年にマシュー・ペリーが日本に到来した際に喜界島を「クレオパトラ・アイランド」と名付けたとして地元の観光業などがPRしていたが、2000年に文献が再検討された結果、喜界島は「バンガロー・アイランド」と名付けられていたことが判明した（「クレオパトラ・アイランド」は十島村の横当島、上ノ根島ではないかとされる）。
平安時代から中世にかけて流罪の島として存在した鬼界ヶ島をこの島に比定する説が古くから唱えられているが、喜界島は『平家物語』に記述された様な火山島でなく高山もないなど記述との齟齬があることから硫黄島とする説も有力視されており疑問が多いが、島内には『平家物語』において鬼界ヶ島に流された逸話で知られている俊寛の像が建てられている。江戸時代には薩摩藩の遠島先の一つとして確かに使われている。

### 沿革
- 998年 - 『日本紀略』において「貴駕島」が文献に初登場する。これ以降、さまざまな文献に「貴海島」、「喜界島」、「鬼界ヶ島」などと記載されるようになる[10]。
- 平安時代（9世紀）～室町時代（14世紀）にかけての城久遺跡群[11]から大規模な集落遺跡が見つかっている。
- 1188年 - 源頼朝から鎮西奉行に任じられていた天野遠景によって、文治四年「貴海島征伐」が行われて鎌倉幕府に組み込まれた（『吾妻鏡』）。以降、薩摩守護の島津氏が地頭、北条氏の代官である千竈氏が郡司として支配した[12]。
- 14～15世紀 - 古琉球の三山時代は、中山王国の勝連按司の勢力下で勝連屋敷跡[13]などの史跡が残る（『喜界町誌』）。
- 1446年 - 琉球王国の尚徳王は服属しない喜界島へ自ら50余般の船と2千余兵を率いて島に侵攻、別に酋長を立てた（『中山世譜』）。那覇世（ナハユ）と呼ばれる時代に入る。その後、島内に志戸桶、東、西目、湾、荒木の5つの間切が置かれる。
- 1609年 - 薩摩藩の侵攻を受け、その直轄領となる。大和世（ヤマトユ）と呼ばれる時代に入る。引き続き5間切に分けて統治される。
- 1693年 - 喜界島代官所が設置される。伊砂間切が新設され6間切となる。
- 1695年 - 大島・喜界島に黍（キビ） 検者が配置される。
- 1713年 - 「第一次定式買入制」により、サトウキビを強制的に栽培させられる。
- 1777年 - 「第一次惣買入制」により、島民は黒糖の私的売買が禁じられて困窮する。
- 1862年 - 村田新八が島津久光の命に背いたかどで喜界島に遠島となり、その時の航海の様子を『宇留満乃日記』として記して残した[14]。
- 1868年 - 明治維新により、念願の自主糖業が可能となる。
- 1871年 - 廃藩置県により鹿児島県となる。
- 1886年 - 間切が廃され、湾方村と早町方村が設置される。
- 1908年 - 喜界村が成立する[15]。
- 1911年 - 南西諸島で有史以来最大の喜界島地震が発生。
- 1919年 - 喜界村が、喜界村と早町村に分立する。
- 1931年 - 旧海軍航空隊喜界島基地として、今の喜界空港が開設される。
- 1941年 - 喜界村が町制を施行する。
- 1945年 - 米軍の空襲により、3,931戸の内1,910戸が焼失もしくは倒壊、死者数は119名に上った。
- 1946年 - 1945年の第二次世界大戦敗戦を受け、他の奄美群島の島々と共にアメリカの軍政下に入る。
- 1953年 - 12月25日、日本へ復帰する。
- 1956年 - 喜界町と早町村が合併し、喜界町となる。
- 2017年 - 百之台、荒木海岸などが奄美群島国立公園に指定。

## 産業
農業
島一面にサトウキビ畑が広がる。米作はほとんどない。かつての農業用水の水源は、ため池に頼るのみであったが、地下ダムの建設と用水路の敷設により生産量が安定した。また、白ゴマの生産量は国内首位。花良治（けらじ）みかん、喜界島みかん（キャーミカン、クリハー）という島みかんやタンカンなどの柑橘類、ソラマメ、パパイヤの産地としても知られる。近年はトマト、マンゴー、メロンの栽培も増えている。
水産業
近海の魚やクルマエビ、海ぶどうなどの漁や養殖が行われている。
工業
サトウキビの搾り汁を煮詰めて作った黒砂糖と米麹から奄美群島特産の奄美黒糖焼酎が作られる。喜界島には朝日酒造と喜界島酒造がある。このほか喜界島特産種の「島そら豆」を使ったグルテンフリー醤油の醸造が開始された。粗糖、ザラメの製造、そら豆やゴマを利用した菓子などの食品工業も行なわれている。

## 文化

### 言語
喜界語は、国際SILでは、琉球語の中の喜界島方言とひとまとめにされてKZGというコードが与えられているが、現地調査に基づけば、主に母音などの音韻的特徴から北部喜界島方言（小野津、志戸桶など）は奄美大島方言、徳之島方言とならぶ北奄美方言に属すが、南部喜界島方言（湾、阿伝、上嘉鉄など）は沖永良部島方言、与論島方言とならぶ沖永良部与論沖縄北部諸方言に属すとする説が有力である。北部喜界島方言には中舌母音2種があり、母音は7種（i、ɪ、u、e、ɘ、o、a）であるが、南部喜界島方言では5種（i、u、e、o、a）である。本土の単母音の[e]は[ɪ]に、単母音の[o]は[u]に対応し、[e]、[o]、[ɘ]はそれぞれ [ai]、[au]、[ae] など、母音の連続（連母音）から変化した例が多い。また、北部喜界島方言ではハ行の子音が [p]（パ行音）または [ ɸ ]（ファ行音）と対応する例が多いが、南部喜界島方言ではハ行音である（例：蝿は北部で [peː]、南部で [heː]）。北部喜界島方言ではツ、ヅの音が[ tsu ]、[ dzu]である例が多いが、南部喜界島方言ではトゥ [tu]、ドゥ [du] と対応する例が多く、キの音が南部喜界島方言ではチ [ tɕi]と対応する例が多いが、北部喜界島方言ではキ [ki]である（例：傷は北部でキズ [kidzu]、南部で チドゥ [tɕidu] など）。これらの各音韻の違いの境界線は一致しておらず、アクセントの違いを含め、島内各集落間でグラデーションのように徐々に異なっている。カの音がハ [ha]（または [ xa]）となる例は、全島共通している（例：金は北部でハネィ [hanɪ]、南部でハニ [hani]）。

### 音楽
- 三味線の伴奏で歌う奄美シマ唄が広く愛されている。また集落毎に異なる八月踊唄が伝えられており、ちぢんという太鼓を叩きながら踊る。
  - 安田宝英 - 徳之島出身、喜界島在住の唄者。民謡教室を開き多くの唄者を輩出。
  - 牧岡奈美 - 喜界島出身の唄者、歌手。安田宝英に師事、あゆたーりのメンバー。
  - 川畑さおり - 喜界島出身の唄者、歌手。安田宝英に師事。

### 食文化
- 伝統的な肉料理ではヤギが重要な位置を占める。海岸周辺で放牧されており、臭みが少ないのが特徴。塩味の山羊汁、野菜とヤギモツと血を炒めた「カラジュウリ（唐料理）」、イッチャーシー(すき焼き風炒め物)、刺身などの料理がある。
- 沖縄料理と共通するものも多く、ヤキムッチー（ぽーぽー）、フクリカンなどの節句菓子、ムチグミテンプラ（糯米天麩羅）というサツマイモと糯米の揚げ菓子、油そうめん、油うどん、型菓子（落雁）、ゲットウの葉で包んだ黒いよもぎ餅などがある。
- 薩摩料理の影響は小さいが、甘さ、醤油、酢味噌などの味付けや調味料に共通性が見られる。
- 特産の黒糖を使った菓子が多く作られ、サタ豆（がじゃ豆）、胡麻菓子などがある。
- ヒザラガイが「クンマー」という呼び名の高級食材として取引されている。茹でたあと甲羅を取り、酢味噌和えで食べられることが多い。

### 建造物
台風の被害を避けるため、珊瑚礁の石を使った石垣が民家の周りに作られた。また、アカテツの木も防風林として集落に植えられた。
水源に乏しい土地のため、横穴式斜面井戸が掘られ「ウリガー」「ウリハー」（降り川）と呼ばれた。近年は農業に利用するための地下ダムが多く作られている。水位を肉眼で見ることができる国内唯一の地下ダムもある。
第二次世界大戦時に戦闘機を格納するための掩体壕（えんたいごう）が数多く作られた。湾集落には現在も残されている。

### 宗教
祖霊信仰、自然崇拝が主で、女司祭ノロによる祭礼が行われていた。民間では巫女であるユタに霊的に各種問題の解決、判断を依頼していた。
葬法に関しては、琉球王国とも共通する風葬の風習が中世から20世紀まではあった。1966年に火葬場ができてからは全て火葬に代わっている。崖下に喪屋（ムヤ）と呼ばれる横穴墓を掘り、そこに遺体を安置する。

### その他
19世紀末から20世紀初頭も首里など、沖縄本島からの文化移入は盛んで、泡盛の製法、赤土を使った陶器の窯などの技術が移入されている。現在島内には純黒糖と米麹を原料とする奄美黒糖焼酎の蔵元が二社ある。

## 交通

### 空路
喜界空港
- 日本航空(JAL)[21]
  - - 鹿児島空港
  - - 奄美空港[注釈 1]

通常ダイヤではいずれも午前・午後の1日2往復であり、羽田または伊丹発では鹿児島経由・奄美経由のいずれのルートでも午後の便で喜界空港に到着できる。喜界発では鹿児島行きの午後便に乗ると羽田・伊丹とも当日中に到着可能である。

### 道路
- 鹿児島県道619号-喜界島を周回する県道。

### 航路
喜界港（湾港）
- 奄美海運(フェリーあまみ、フェリーきかい)
  - 鹿児島港（本港北埠頭、沖縄行き(フェリーあけぼの、フェリー波之上等)の乗り場の新港とは遠く異なる場所にある） - 喜界島（湾港） - 奄美大島（名瀬港・新港地区） - 奄美大島（古仁屋港） - 徳之島（平土野港） - 沖永良部島（知名港）

江戸時代元禄年間は、奄美大島との間は、笠利の節田と湾泊の間で渡しが行なわれていた。

### 路線バス
- 喜界バス（奄美航空）
  - 湾を起点として島を一周する複数の路線を運行している[22]。
  - バス路線の沿革については、マルエーフェリー#バス事業を参照。

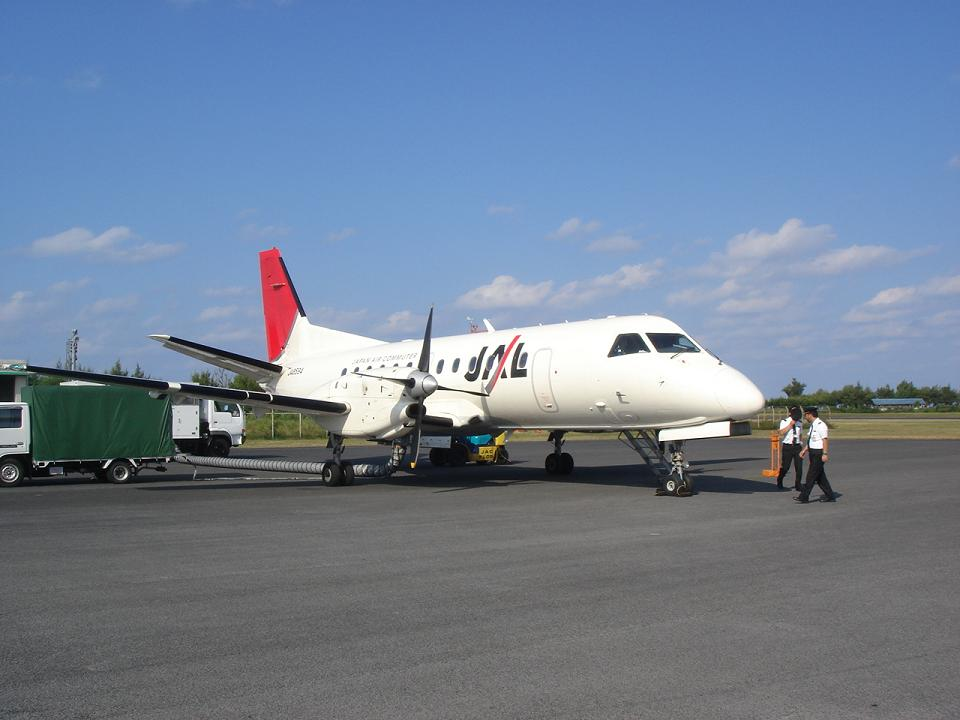
駐機中のJAC機 - 喜界空港
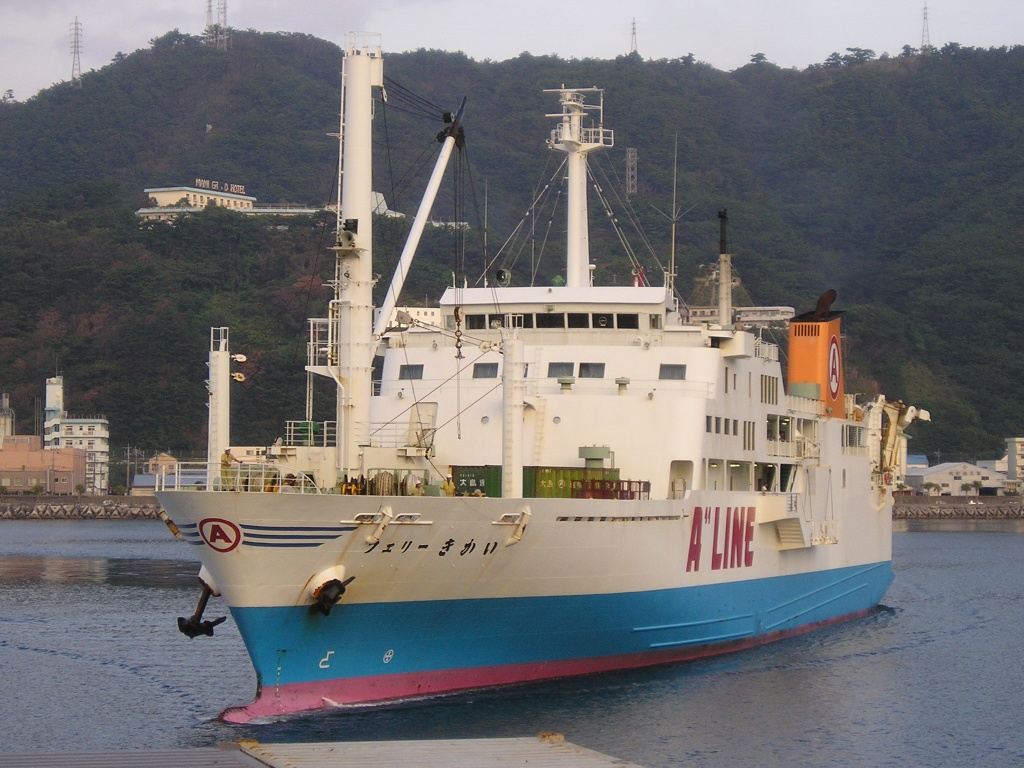
フェリーきかい - 名瀬港
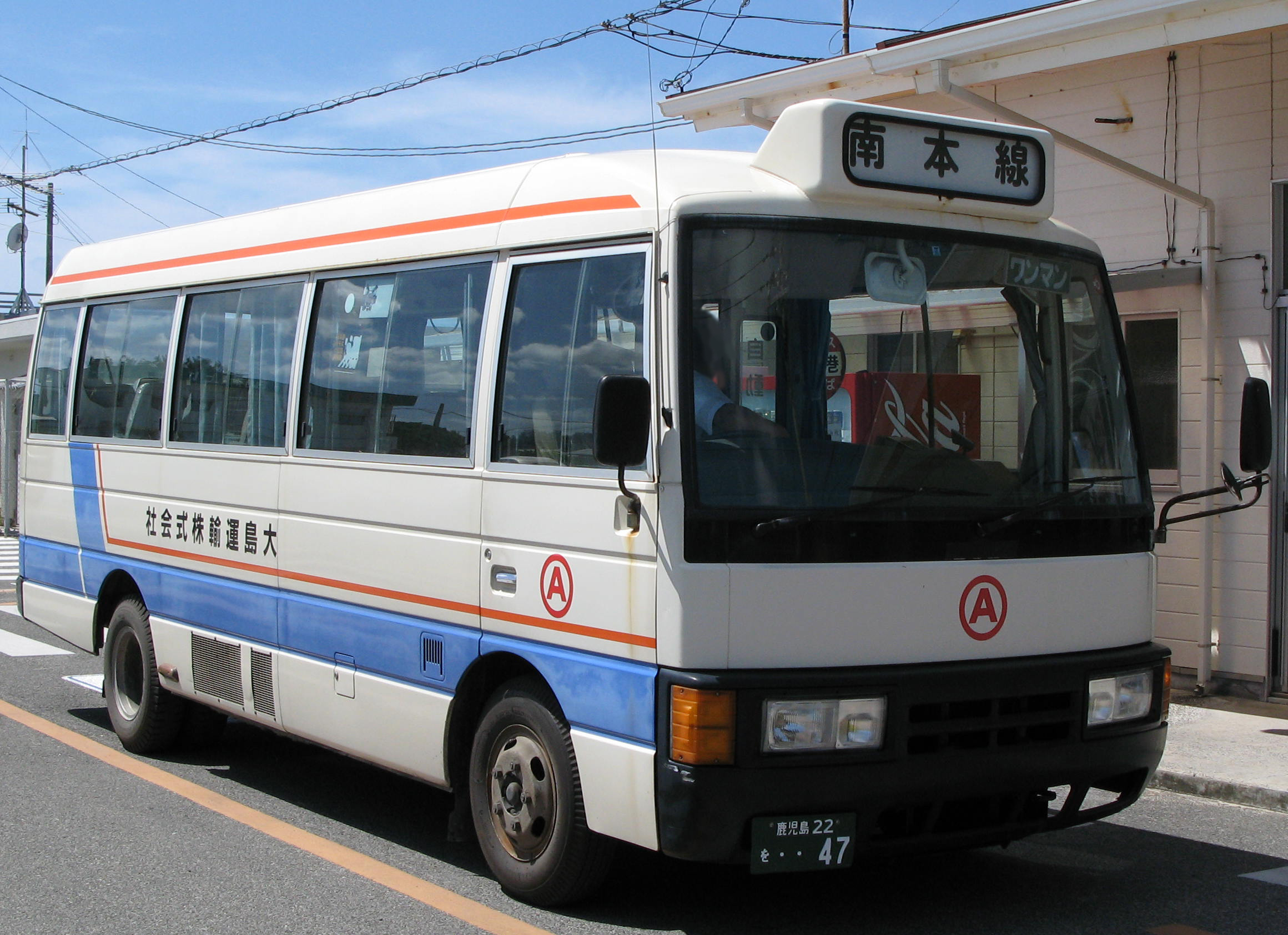
喜界バスの車両

## 観光

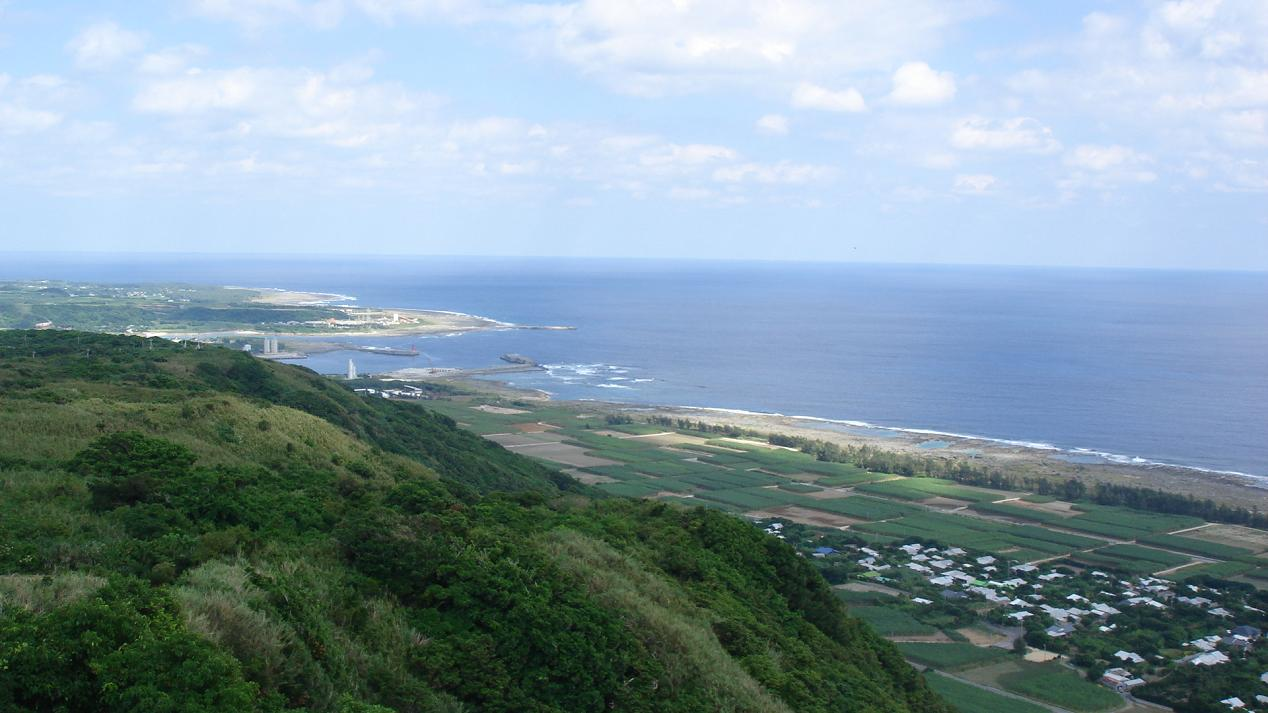
百之台展望台からの眺望

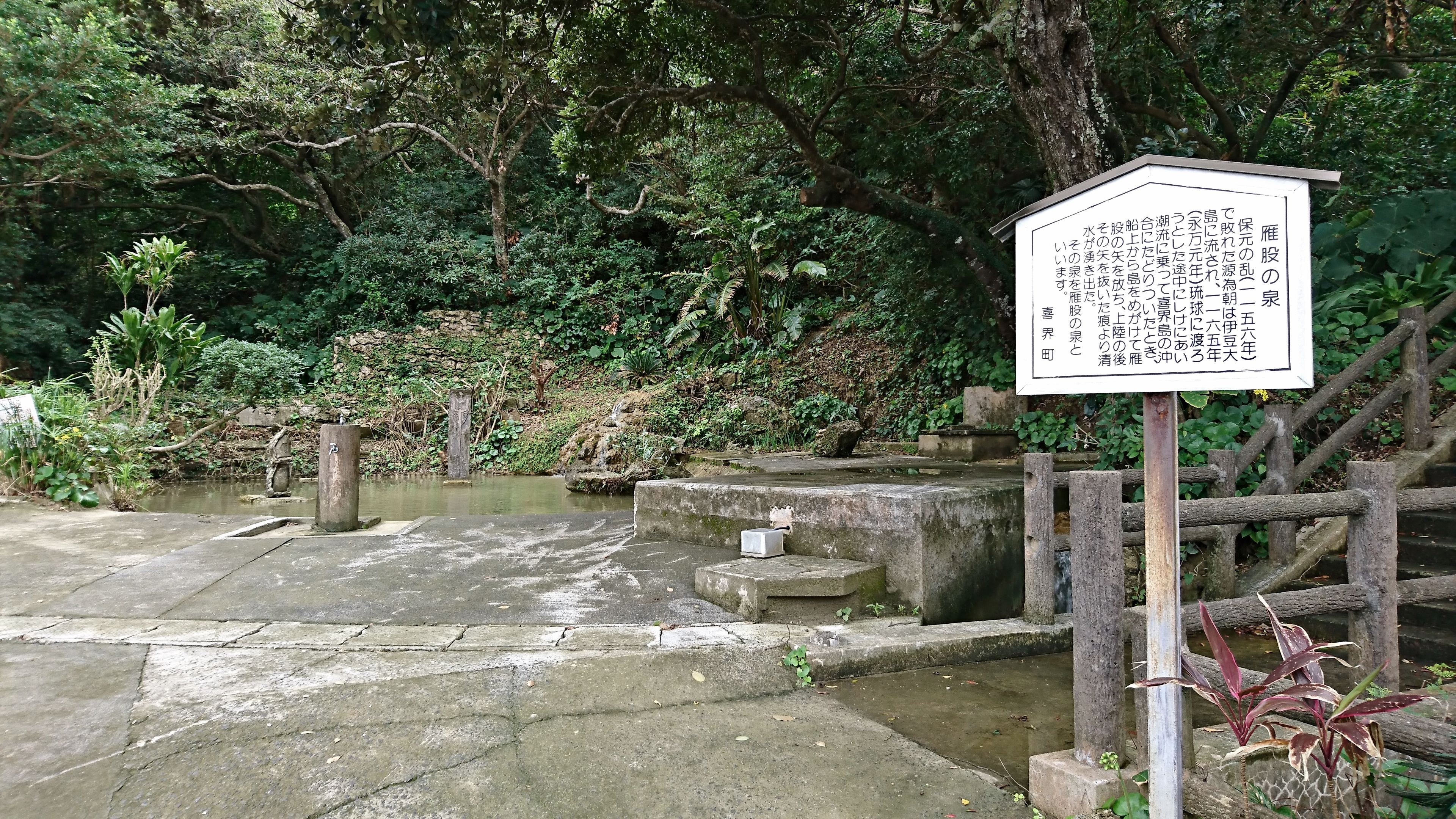
雁股の泉

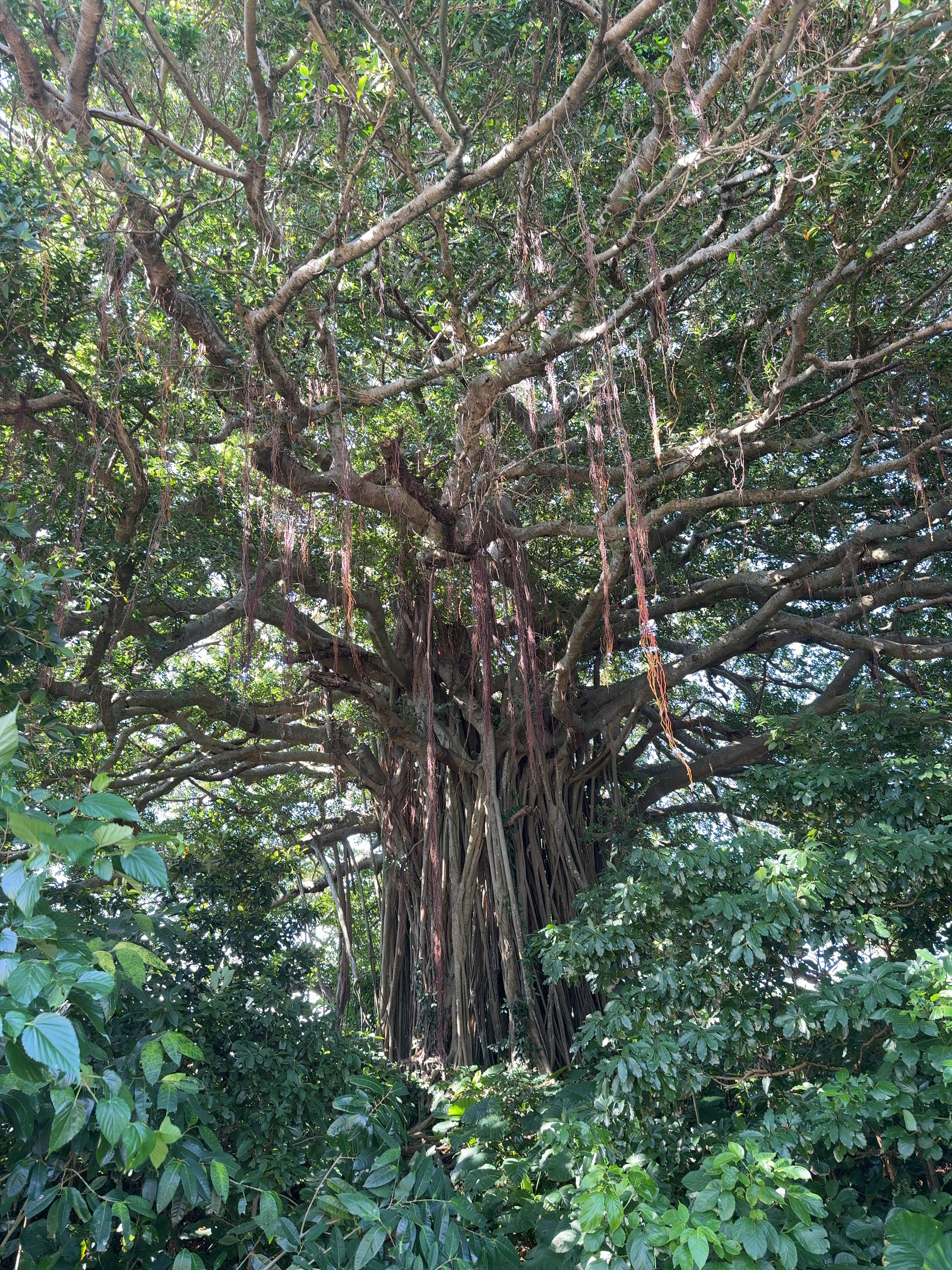
喜界島手久津久集落にある樹齢100年を超えるガジュマル巨木

奄美群島では与論島、沖永良部島と並んでハブがいない島である。
- 百之台 - 奄美群島国立公園の一部。奄美十景の１つ。展望台から島の南東側海岸を一望できる。
- 七島鼻 - 朝日と夕日の名所。標高211.96mの島内最高地点があり、旧日本軍の通信施設跡がある。
- 空港臨海公園
  - スギラビーチ
  - 喜界ガーデンゴルフ場
- 池治海水浴場 - 近くにグラスボートの乗り場がある。
- 阿伝集落、嘉鈍集落 - サンゴの石垣が多く残され、奄美群島国立公園に指定[1]。島内にはハブが生息していないことから、棲みかとなりやすいと敬遠される石垣も多く作られ、今まで残ったといわれている。
- ムチャ加那公園 - 小野津集落。シマ唄「ムチャ加那節」の碑がある。
- 城久遺跡群 - 城久地区の9世紀から15世紀の8遺跡の総称（国の史跡）
- ウフヤグチ鍾乳洞 - 防空陣地として使われたため、鍾乳石や石筍は壊されている。洞内には入れない。
- ガジュマル巨木 - 手久津久集落にある。樹齢は100年を超えると言われており、高さ17.7メートル[23]。

- ハスノハギリ巨木
- トンビ崎海岸 - 奄美群島国立公園の一部[1]。
- 志戸桶海岸 - 奄美群島国立公園の一部[1]。
- 荒木海岸 - 奄美群島国立公園の一部[1]。夕日の散歩道、海中のサンゴ礁。
- 池治、小野津、荒木崎(巨大ハマサンゴがある)など、多くのダイビングスポットがある
- 平家上陸の地、平家の森
- 雁股の泉 - 小野津集落の聖なる泉。
- 喜界町歴史民俗資料室
- 喜界町埋蔵文化財センター

## その他
- 1911年（明治44年）6月15日 喜界島地震 - M8.0（推定）が発生。
- 1965年12月5日、島の南東約150キロ（北緯27度35分2秒、東経131度19分3秒）の地点で、アメリカ空母「タイコンデロガ」が水素爆弾を搭載したA-4攻撃機を甲板から落下させる事故を起こした。核弾頭は水深5,000メートルに水没したことが1989年に明らかにされ、周辺海域の調査が行なわれたが放射能汚染は認められなかった（沖縄近海A-4水没事故）。
- 防衛省情報本部の高性能無線電波傍受施設を装備した通信所がある。
- テレビ番組『水曜どうでしょう』の企画「一致団結!リヤカーで喜界島一周」の撮影地となった。